# Svärdstav

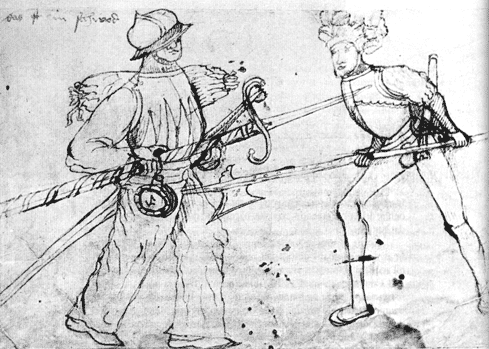
Croquis de Paul Dolstein représentant un militaire suédois (à gauche) avec une svärdstav au combat contre un lansquenet (à droite).

Une svärdstav est une arme d'hast d'origine scandinave, utilisée durant le Moyen Âge.
Conçue pour combattre fantassins comme cavaliers, cette arme est faite d'une lame placée au bout d'un bâton, donnant ainsi les mêmes avantages qu'une épée mais avec la portée d'une lance.
D'une certaine longueur, il était donc aisé de lutter contre les ennemis à cheval (à l'inverse de l'épée), mais la lame était également assez pratique à utiliser en combat rapproché (pas comme une lance, inefficace de près), ainsi que contre les adversaires lourdement armés.
Il est avéré que cette arme fut utilisée en 1502 lors de la bataille d'Elfsborg (Alvesborg). Ayant assisté à cette bataille, Paul Dolstein, un mercenaire lansquenet, décrivit les Suédois comme « portant des piques faites à partir d'épées ». Il en fit même des croquis.

## Origines
La svärdstav a des similitudes avec la pertuisane ou encore la langue de bœuf. Cependant, les sagas scandinaves font souvent référence à nombre d'arme d'hast, généralement traduites par hallebarde ou vouge. Ces armes sont utilisées pour trancher ainsi que pour planter, mais leur nom suggèrent une dérive d'une lance plutôt que d'une arme de coupe, par exemple la höggspjót ou l'atgeir. Il est donc clairement possible que la svärdstav soit dérivée de cette famille d'armes.

## Dans la culture populaire
- Dans le jeu vidéo Assassin's Creed Unity (2014), le héros, Arno, a la possibilité d'utiliser une svärdstav parmi de nombreuses armes.